# Joachim Peter
Joachim Peter (ur. 28 listopada 1942) – niemiecki szpadzista reprezentujący RFN, dwukrotny medalista mistrzostw świata.
Podczas mistrzostw świata w Göteborgu w 1973 roku reprezentacja RFN w składzie: Reinhold Behr, Joachim Peter, Hans-Jürgen Hehn, Joseph Szepesi i Harald Hein zdobyła złoty medal w zawodach drużynowych szpadzistów. W tej samej konkurencji Peter zdobył również srebrny medal na rozgrywanych rok później mistrzostwach świata w Grenoble.
Nigdy nie wziął udziału w igrzyskach olimpijskich.